# Washtucna (település)
Washtucna (kiejtése: wɑːʃˈtʌknə) az Amerikai Egyesült Államok északnyugati részén, Washington állam Adams megyéjében elhelyezkedő város. A 2010. évi népszámlálási adatok alapján 208 lakosa van.

## Történet
A térség első lakói George Bassett és felesége, Alice Lancaster Bassett voltak. A megye első postahivatalát 1882-ben alapították; vezetője George Bassett lett. 1894-ben T. C. Martin megnyitotta a település első üzletét.
Az Oregon Improvement Company vasútvonalán 1886 és 1891 között 2,7 tonnányi búzát szállítottak. Mivel a földek öntözését nem tudták megoldani, a lakosok szárazságtűrő növények termesztésébe kezdtek.
Washtucna 1903. október 27-én kapott városi rangot; első polgármestere Charles T. Booth lett.
A 2000-es évek elején a város az állami támogatások csökkenése és a terményeladások visszaesése miatt csődközelbe került.

## Éghajlat
A város éghajlata félsivatagi sztyeppe (a Köppen-skála szerint BSk).
| Hónap                         | Jan.  | Feb.  | Már.  | Ápr.  | Máj. | Jún. | Júl. | Aug. | Szep. | Okt.  | Nov.  | Dec.  | Év    |
| ----------------------------- | ----- | ----- | ----- | ----- | ---- | ---- | ---- | ---- | ----- | ----- | ----- | ----- | ----- |
| Rekord max. hőmérséklet (°C)  | 17,2  | 24,4  | 28,9  | 37,2  | 37,8 | 43,9 | 43,9 | 45,6 | 38,9  | 32,2  | 23,9  | 19,4  | 45,6  |
| Átlagos max. hőmérséklet (°C) | 3,3   | 7,2   | 12,8  | 17,2  | 22,2 | 26,7 | 31,7 | 31,1 | 25,6  | 17,2  | 7,8   | 2,2   | 17,1  |
| Átlagos min. hőmérséklet (°C) | −2,8  | −1,1  | 1,1   | 3,9   | 7,2  | 10,6 | 14,4 | 13,9 | 9,4   | 4,4   | 0,0   | −3,3  | 4,8   |
| Rekord min. hőmérséklet (°C)  | −32,8 | −33,9 | −14,4 | −11,7 | −5,6 | −1,7 | −0,6 | −0,6 | −7,2  | −15,6 | −23,9 | −33,9 | −33,9 |
| Átl. csapadékmennyiség (mm)   | 29    | 23    | 29    | 25    | 22   | 17   | 7    | 7    | 12    | 21    | 37    | 35    | 264   |
| Forrás: The Weather Channel   |       |       |       |       |      |      |      |      |       |       |       |       |       |

## Népesség
A 2010-es népszámláláskor a városnak 208 lakója, 97 háztartása és 62 családja volt. A népsűrűség 121,6 fő/km2. A lakóegységek száma 126, sűrűségük 73,7 db/km2. A lakosok 95,2%-a fehér, 1%-a afroamerikai, 1,4%-a indián,   1,4%-a egyéb, 1%-a pedig kettő vagy több etnikumú. A spanyol vagy latino származásúak aránya 2,4% (   )
A háztartások 18,6%-ában élt 18 évnél fiatalabb. 47,4% házas, 11,3% egyedülálló nő, 5,2% egyedülálló férfi, 36,1% pedig nem család. 30,9% egyedül élt; 9,3%-uk 65 éves vagy idősebb. Egy háztartásban átlagosan 2,14 személy élt; a családok átlagmérete 2,63 fő.
A medián életkor 51,6 év volt. A város lakóinak 17,3%-a 18 évesnél fiatalabb, 6,7% 18 és 24 év közötti, 13,4%-uk 25 és 44 év közötti, 37,5%-uk 45 és 64 év közötti, 25%-uk pedig 65 éves vagy idősebb. A lakosok 57,2%-a férfi, 47,8%-a pedig nő.

## Fordítás
- Ez a szócikk részben vagy egészben  a   Washtucna, Washington című angol Wikipédia-szócikk ezen változatának fordításán alapul.  Az eredeti cikk szerkesztőit annak laptörténete sorolja fel. Ez a jelzés csupán a megfogalmazás eredetét és a szerzői jogokat jelzi, nem szolgál a cikkben szereplő információk forrásmegjelöléseként.